# Julian Green
Julian Wesley Green, född 6 juni 1995, är en amerikansk fotbollsspelare som spelar för Greuther Fürth.
Han var med i USA:s trupp vid fotbolls-VM 2014.
Green blev målskytt i åttondelsfinalen mot Belgien i VM 2014. USA förlorade sedan matchen med 2-1